# 6139 Naomi
6139 Naomi è un asteroide della fascia principale. Scoperto nel 1992, presenta un'orbita caratterizzata da un semiasse maggiore pari a 2,6589778 UA e da un'eccentricità di 0,1528107, inclinata di 12,41721° rispetto all'eclittica.